# Ayla Schafer
Ayla Schafer (* 22. Dezember 1987 in Hitchin, Vereinigtes Königreich) ist eine mehrsprachige 'world-folk'-Singer-Songwriterin mit traditioneller und tribaler Musik.
Internationale Bekanntheit erlangte sie mit ihrem Lied Vuela con el Viento.

## Leben
Ayla wuchs in einer Großfamilie in Hitchin in der Nähe von London, Großbritannien, auf.
Sie begann im Alter von 16 Jahren aufzutreten und etablierte sich in der britischen Festivalszene. In jungen Jahren arbeitete sie mit dem Britischen Award-Gewinner Ben Howard zusammen, woraufhin sie als Folk-Soul-Duo 'Susie Ro and Ayla' auftrat.
Sie hat rund 200.000 monatliche Hörer auf Spotify und über 32 Millionen Aufrufe auf YouTube.

## Diskografie

### Alben
| Jahr | Name                              |
| ---- | --------------------------------- |
| 2020 | Silent Voices                     |
| 2018 | Ima Adama                         |
| 2017 | Dive into Water                   |
| 2013 | Words and Wolves                  |
| 2010 | She and I (Zusammen mit Susie Ro) |
| 2009 | Silence Is a Mighty Noise         |
| 2006 | Be-loved                          |

### Singles
| Jahr | Name                                     |
| ---- | ---------------------------------------- |
| 2022 | Fluyendo (Stephan Ki Rendition)          |
| 2022 | Guiding and Protecting (Nils Olav Remix) |
| 2022 | Listen Water Brings a Message            |
| 2021 | Astral Dawn                              |
| 2020 | Vuela con el Viento (Mose Remix)         |
| 2020 | Rose                                     |
| 2020 | Music Plants Trees (Alunawachuma Remix)  |
| 2020 | Grandmother (I am the Earth)             |
| 2020 | Agua del Amor                            |
| 2020 | Music Plants Trees                       |
| 2018 | Viento de Atacama                        |